# Rob Brown (Musiker)

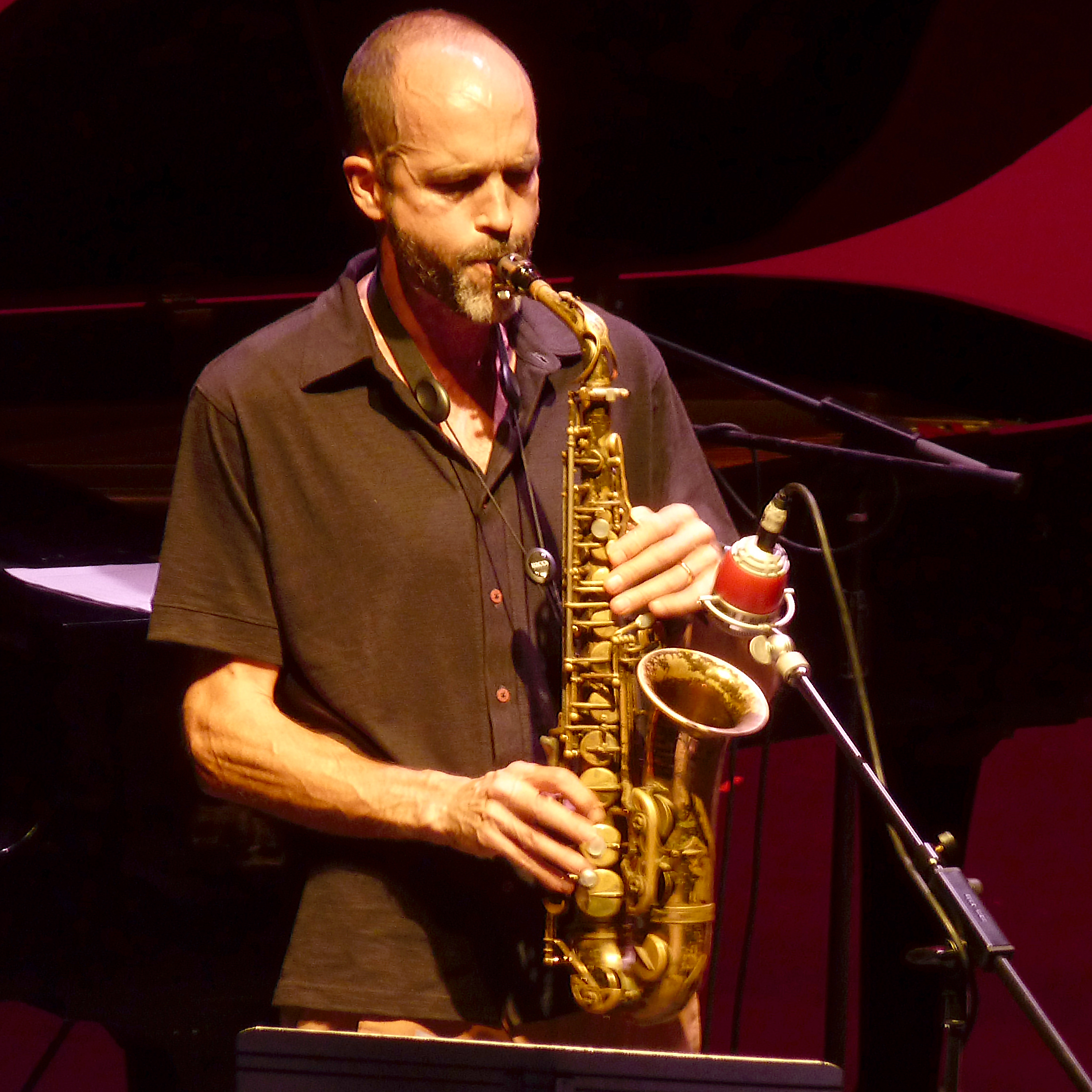
Rob Brown

Robert „Rob“ Brown  (* 27. Februar 1962 in Hampton, Virginia) ist ein US-amerikanischer Altsaxophonist des Free Jazz.

## Leben und Wirken
Rob Brown kam 1984 nach New York und begann seine Karriere unter dem Einfluss der Musik von Albert Ayler und Jimmy Lyons und übernahm deren Überblas-Techniken; er arbeitete dann  Ende der 1980er Jahre mit Matthew Shipp, Whit Dickey und William Parker (Points, 1990). 1989 nahm er für Silkheart Records ein erstes Album unter eigenem Namen auf, Breath Rhyme, mit William Parker und Dennis Charles; 1992 folgte auf Riti Records das Trio-Album Youniverse mit Joe Morris und Whit Dickey. 1996 nahm er zwei längere Duette mit Matthew Shipp auf (Blink of an Eye), aber auch das Trioalbum High Wire mit William Parker und Jackson Krall. 1997 entstand für CIMP in Quartett-Besetzung mit Assif Tsahar, Lou Grassi und Chris Lightcap die etwas konservativere – so die Kritiker Cook & Morton – Produktion Scratching the Surface.  1999 wirkte Brown an  Assif Tsahars Album The Hollow World mit; außerdem spielte er in Alan Silvas Sound Visions Orchestra (1999). 
In den folgenden Jahren wirkte Brown an William Parkers Alben Universal Tonality, O´Neill's Porch und Petit Oiseau mit; dieser wiederum spielte mit Warren Smith auf Browns Album Round the Bend, das im Mai 2001 entstand. 2008 veröffentlichte er bei AUM Fidelity das Album Crown Trunk Root Funk, 2018 ein Duoalbum mit dem Schlagzeuger Juan P. Carletti. 2019 folgte bei RogueArt das Quartettalbum From Here to Hear, mit Steve Swell, Chris Lightcap und Chad Taylor. Zu hören ist er außerdem auf den mit Shipp eingespielten Duo-Improvisationen auf Then Now (2020) und auf Whit Dickeys Alben Expanding Light (2020) und Astral Long Forms: Staircase in Space (TAO Forms, 2022). Brown veröffentlichte zudem die Alben Silver Sun Afternoon (2003), Oceanic, Oblongata (2023) und Walkabout (2025).
Außerdem arbeitete Brown im Laufe seiner Karriere mit Rashied Ali, Billy Bang, Tim Berne, Borah Bergman, Anthony Braxton, Mark Dresser, Grachan Moncur III, Butch Morris, Reggie Workman, Henry Grimes, Roy Campbell, Hamid Drake und Fred Hopkins. Weiterhin kooperierte er mit verschiedenen Tanz-Ensembles, Dichtern und Performance-Künstlern.